# جميلة بنت ثابت
جميلة بنت ثابت بن أبي الأقلح الأنصارية كان اسمها عاصية فسماها رسول الله جميلة، زوجها ثاني الخلفاء الراشدين عمر بن الخطاب، تزوجها في السنة السابعة من الهجرة ولدت له ولدا واحدا في عهد رسول الله هو عاصم بن عمر بن الخطاب جد عمر بن عبد العزيز لامه، ثم طلقها عمر.
تزوجت  بعد عمر يزيد بن جارية فولد له عبد الرحمن بن يزيد فهو أخو عاصم بن عمر، اخوها عاصم بن ثابت الشهيد الذي حمته الدبر من المشركين، قيل طلقها عمر بعد مولد ابنه عاصم.